# Ampére
Ampére é um município brasileiro do sudoeste do estado do Paraná. Sua população, conforme estimativas do IBGE de 2019, era de 19 152 habitantes.
Compõem o município três distritos: Ampére (sede), São Pedro e São Salvador.

## Etimologia
O nome do município tem origem no Rio Ampére, que o atravessa. O Rio Ampére foi assim nomeado em homenagem ao cientista francês André-Marie Ampère (1775-1836). O nome "Rio Ampére" (originalmente Rio Ampère) foi atribuído por uma comissão envolvida na Questão de Palmas no final do século 19.
A origem histórica do nome da cidade só foi recentemente esclarecida através dos estudos do historiador professor Ignácio Reichert. Ao longo de sua história, os habitantes de Ampére, conhecidos como "Amperenses", não tendo conhecimento preciso da origem do nome da cidade, deram diferentes versões sobre sua origem. Pelo menos cinco versões diferentes sobre a origem do nome da cidade (ou do rio) puderam ser identificadas. 